# Tabulae anatomicae
Le Tabulae anatomicae sono l'opera principale di Bartolomeo Eustachi e che fu pubblicata postuma solo nel 1714 grazie a Giovanni Maria Lancisi, tramite un nipote dello stesso Eustachi che ne conservò i materiali originali.

## Descrizione
Composta intorno al 1552, dunque 9 anni dopo le tavole anatomiche di Andrea Vesalio, quest'opera pionieristica nel campo dell'Anatomia illustra e testimonia, con l'uso di dettagliate immagini, lo stato delle conoscenze anatomiche cinquecentesche. Eustachi si avvaleva della sua esperienza diretta come chirurgo presso l'Ospedale di Santa Maria della Consolazione di Roma, dove effettuava anche dissezioni e autopsie.
Su 64 ne tavole originali ne furono ritrovate solo 47.

## Edizioni
- L'opera fu pubblicata solo nel 1714 grazie a Giovanni Maria Lancisi, che ne rintracciò i materiali tramite un nipote di Eustachi.

- Nel 1783 il chirurgo Andrea Massimini pubblicò una versione commentata delle Tavolae.

## Galleria d'immagini

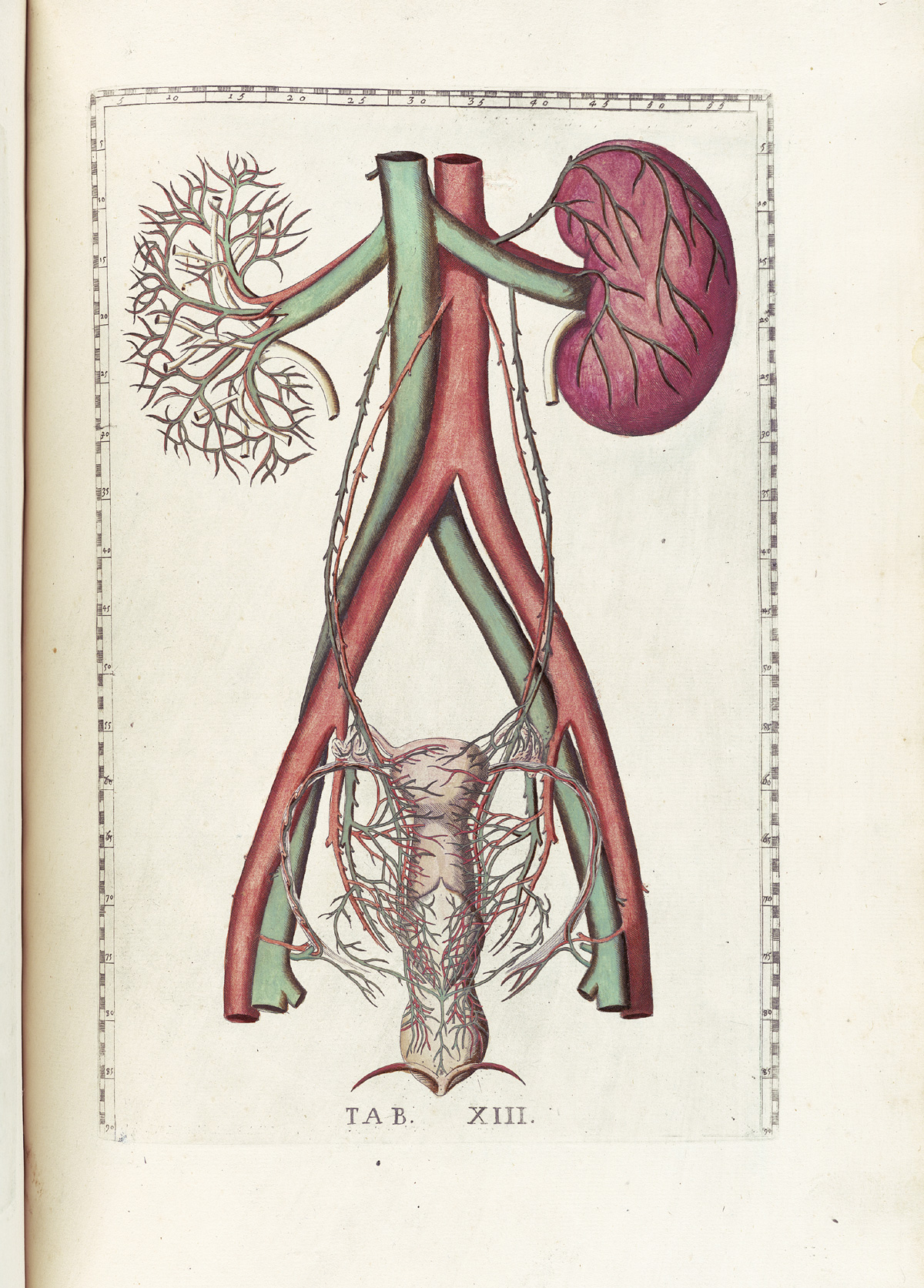
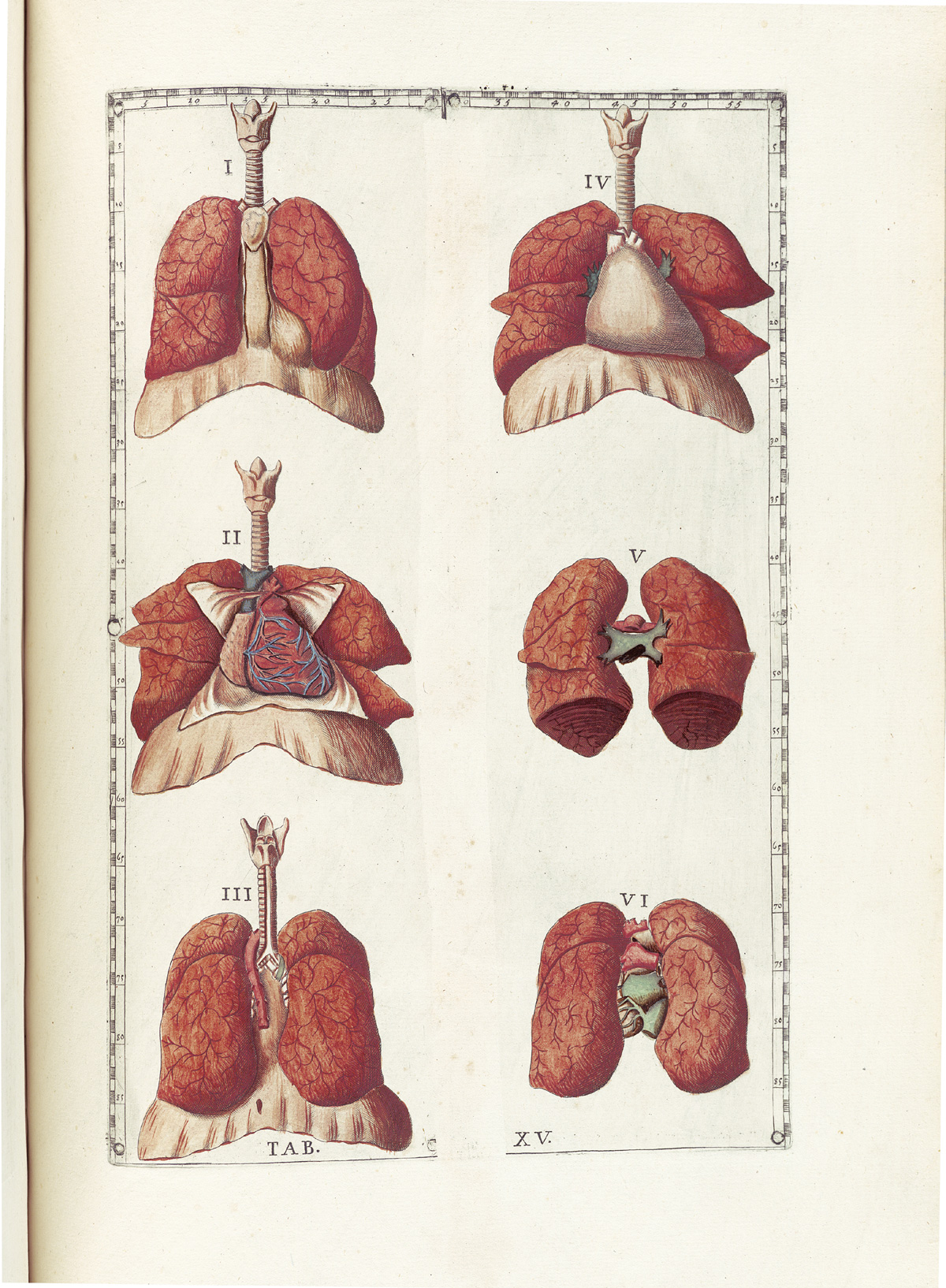
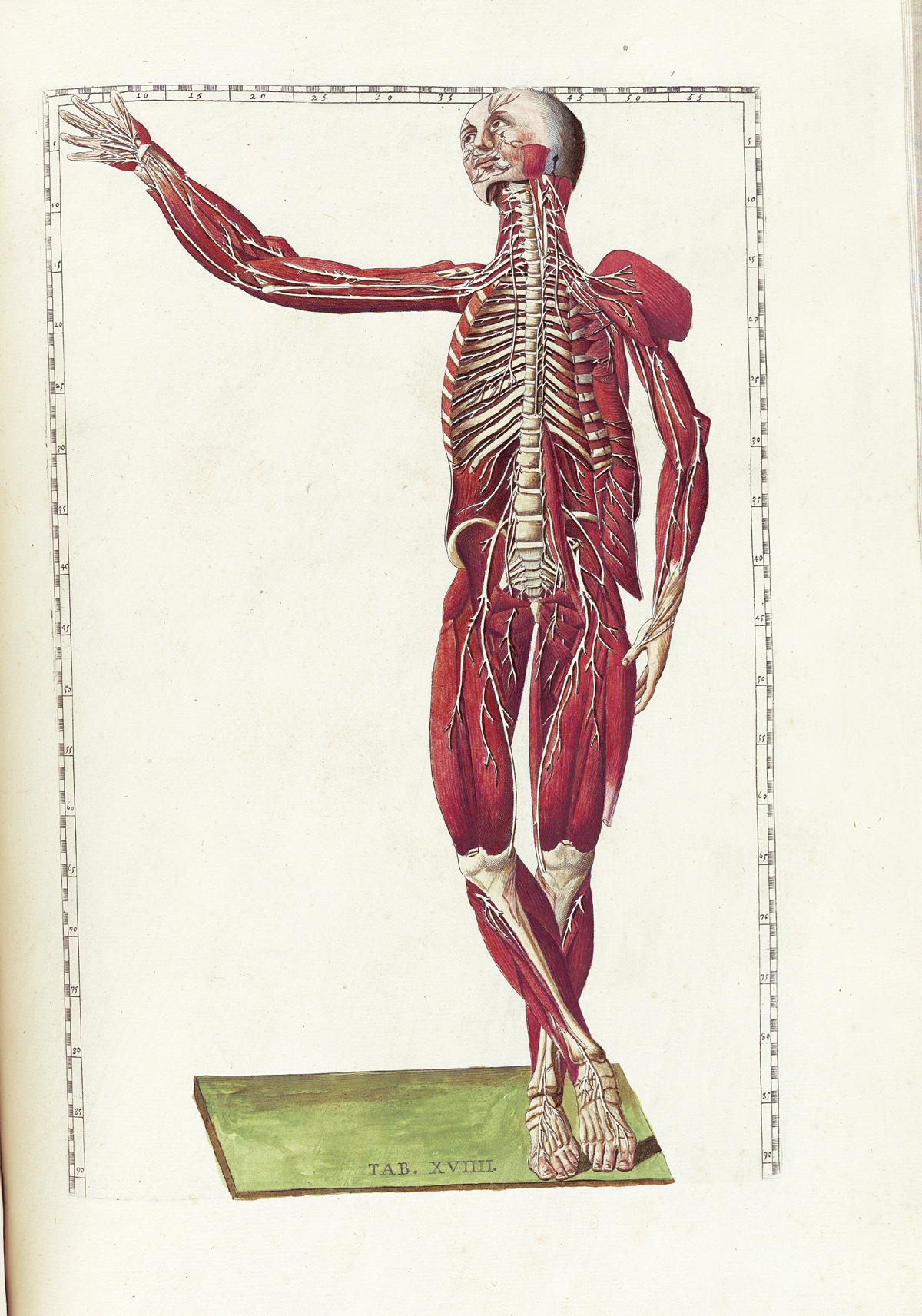
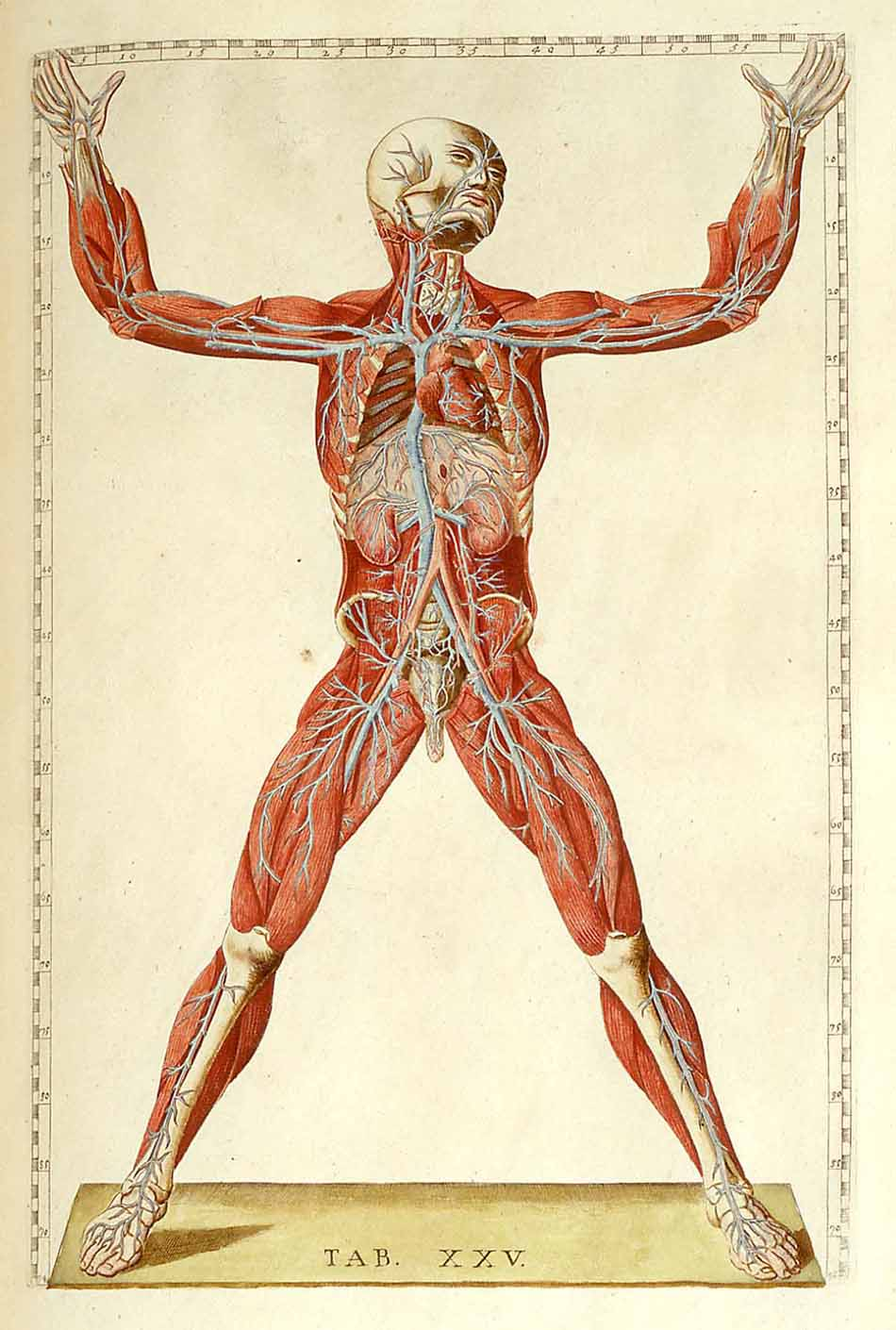
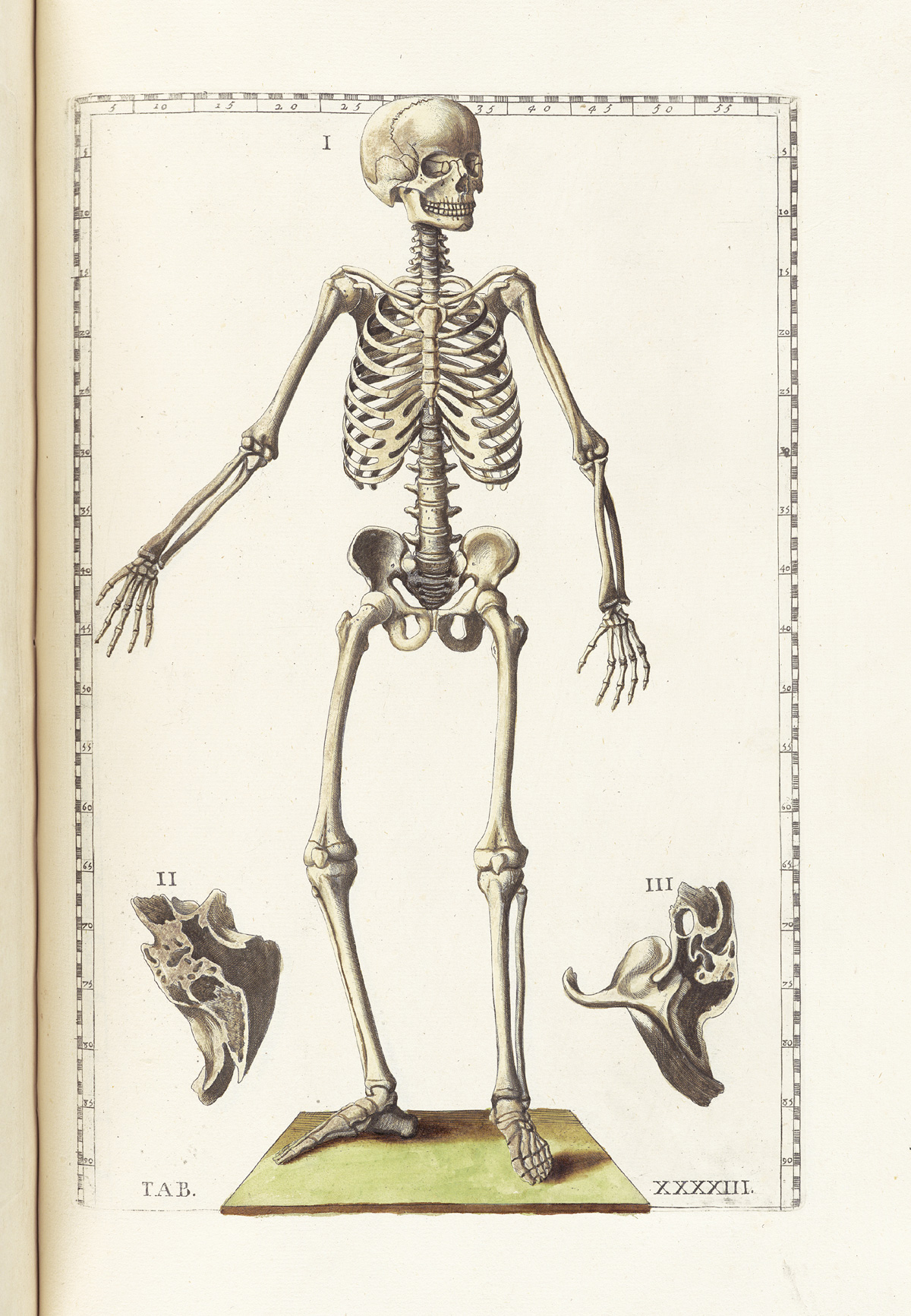